# Cyclogastrella
Cyclogastrella is een geslacht van vliesvleugeligen uit de familie Pteromalidae. De wetenschappelijke naam van dit geslacht is voor het eerst geldig gepubliceerd in 1938 door Bukovskii.

## Soorten
Het geslacht Cyclogastrella omvat de volgende soorten:
- Cyclogastrella arida Dzhanokmen & Grissell, 2002
- Cyclogastrella clypealis Boucek, 1965
- Cyclogastrella flavius (Walker, 1839)
- Cyclogastrella leucaniae Liao, 1987
- Cyclogastrella nigra Sureshan, 2002
- Cyclogastrella plana Dzhanokmen & Grissell, 2002
- Cyclogastrella shorti Boucek, 1988
- Cyclogastrella simplex (Walker, 1834)